# 三個一模一樣的陌生人
《三個一模一樣的陌生人》（英語：Three Identical Strangers）是一部2018年上映的美英紀錄片，由蒂姆·沃德爾執導，講述了愛德華·加蘭德、大衛·凱爾曼和羅伯特·沙夫蘭三胞胎的故事，這三人自出生後被不同家庭分別收養，電影結合檔案影像、還原場景及當前的採訪，回顧三胞胎偶然在紐約發現彼此團聚的過程，在面對公眾及私人生活，以及揭露「收養」實際是未公開科學研究的一部分。
這部電影於2018年日舞影展首映，並獲得美國紀錄片特別評審團的特別獎「最佳敘事」的殊榮 。它還獲得了第72屆英國電影學院獎最佳紀錄片提名，並在第91屆奧斯卡金像獎中入圍了最佳紀錄片獎的15部候選名單之一，儘管最終未能成為獲提名的五部影片之一。

## 概要
1961年7月12日，美國一位單親母親生下了三胞胎。女子懷有四胞胎，只有一名孩子在分娩過程中死亡。1980年，羅伯特·沙夫蘭（Robert Shafran）在紐約的一所社區大學入學時，意外發現自己有一個雙胞胎兄弟。當時，校內的學生和教職員經常將他錯認為另一名學生愛迪·加蘭德（Eddy Galland）。這引起了沙夫蘭的注意，於是他與加蘭德見面。兩人交流後很快發現，他們不僅長相極為相似，還有著相同的收養背景，最終得出結論，他們是失散多年的雙胞胎兄弟。幾個月後，另一名男子大衛·凱爾曼（David Kellman）通過新聞報導得知了沙夫蘭和加蘭德的故事。他發現自己與兩人的外貌十分相似，且同樣來自收養家庭。進一步的確認證實，沙夫蘭、加蘭德和凱爾曼其實是同卵三胞胎。
三兄弟發現他們除了外表相似之外，在許多方面也極其相同：他們有相同的飲食喜好，抽同樣品牌的香煙，都在高中時參加摔跤比賽，並且在兒時都表現出分離焦慮的跡象。他們迅速成為媒體的焦點，出現在如《菲爾·多納休秀》等熱門脫口秀節目中，他們一起搬進同一所房子，還共同開了一家名為「三胞胎」的餐廳。
實際上，三兄弟在童年時都曾參與由精神病學家彼得·B·紐鮑爾和薇奧拉·W·伯納德（Viola W. Bernard）主導的一項研究，該研究是在猶太監護委員會的名義下進行的，包括定期的家庭訪問和評估。然而，養父母們並未被告知這項研究的真正目的。隨著三兄弟意外相認並得知彼此的關係，養父母們向收養機構路易斯·懷斯服務公司（Louise Wise Services）詢問了更多有關收養過程的細節。收養機構最初聲稱，由於將三胞胎安置在同一家庭的困難，才將他們分開。然而，進一步的調查揭示，嬰兒們是被刻意分開的，並且被安排在不同社會經濟階層和教養風格的家庭中——分別是藍領家庭、中產階級家庭和富裕家庭。這一安排實際上是為了進行一項人類行為的研究實驗，旨在觀察不同環境對三胞胎成長的影響。
三兄弟對實驗的倫理性提出質疑，並懷疑他們是否是因為親生父母有精神疾病的跡象才被選中參與研究。然而，接受採訪的一名研究人員堅決否認了這一指控，聲稱這項研究純粹與教養環境有關，並與父母的精神健康狀況無關。隨著時間的推移，三胞胎之間的差異變得明顯，他們的關係變得緊張，尤其是面對經營餐廳的壓力。三人均曾與心理健康問題鬥爭，加蘭德被診斷患有雙相障礙，並於1995年自殺身亡。
實驗的結果從未公佈，並且相關記錄將一直封存到2065年。然而，在影片的結尾，螢幕文字說明沙夫蘭和凱爾曼已獲准查閱這些文件，儘管文件內容經過大量刪減，且沒有正式結論。

## 評價
在影評匯總網站爛番茄上，190位影評人中有96%的評價是正面的，平均評分為8.2/10；該網站的「評論家共識」寫道：「《三個完全相同的陌生人》既超現實又充滿驚喜，成功質疑了現實與身份的本質。」在Metacritic上，該片根據30位評論家的評價獲得了81/100的加權平均分，表明「普遍好評」。

## 相關作品
紐鮑爾的實驗最早於1995年由調查記者勞倫斯·萊特在《紐約客》雜誌上曝光，他在片中也接受了採訪。
2018年，Raw TV、Film4 Productions和Sidney Kimmel Entertainment宣佈將共同開發基於《三個完全相同的陌生人》的劇情片，導演蒂姆·沃德爾（Tim Wardle）將擔任該項目的執行製片人。

## 外部連結
- 官方网站
- 互联网电影数据库（IMDb）上《三個一模一樣的陌生人》的资料（英文）
- Metacritic上《三個一模一樣的陌生人》的資料（英文）
- 爛番茄上《三個一模一樣的陌生人》的資料（英文）